# 腓特烈二世 (梅克倫堡-施威林)
腓特烈二世（德語：Friedrich II，1717年11月9日—1785年4月21日），梅克倫堡-施威林公爵，1756年至1785年在位。
1746年，腓特烈與符騰堡的路易絲·弗蕾德里克結婚，兩人沒有（存活的）子女。腓特烈去世後，由姪子腓特烈·法蘭茲繼位為梅克倫堡-施威林公爵。